# Rubana Huq
Rubana Huq (bengali : রুবানা হক), née le 9 février 1964, est une femme d'affaires bangladaise, universitaire et poétesse. Elle est l'actuelle vice-chancelière de l'Université asiatique pour femmes (en)(AUW) depuis février 2022.
Huq est la présidente du Mohammadi Group (en), un conglomérat bangladais,. Elle figure dans la liste des 100 femmes les plus influentes selon la BBC en 2013 et 2014. Elle est élue première femme présidente du Association des fabricants et exportateurs de vêtements du Bangladesh (en), poste qu'elle occupe de 2019 et 2021.

## Jeunesse et éducation
Huq est née le 9 février 1964 à Dacca dans ce qui est alors le Pakistan oriental. Elle fait ses études à la Viqarunnisa Noon School and College (en) et au Holy Cross College (en). Elle obtient sa maîtrise en littérature anglaise de l'East West University (en) en 2008 et son doctorat de l'Université de Jadavpur en 2018,.

## Carrière
De 1995 à 2017, Huq est la directrice générale du Mohammadi Group (en), un conglomérat de prêt-à-porter fondé par son mari Annisul Huq (en). Huq est ensuite la présidente-directrice générale de TV Southasia (en) de 2006 à 2010,.
En 2017, elle devient présidente du Mohammadi Group après le décès d'Annisul.
En 2019, Huq devient la première femme élue présidente de l’Association des fabricants et exportateurs de vêtements du Bangladesh (en) (BGMEA). Huq siège aux conseils d'administration de la BGMEA, de la charte de la mode de la CCNUCC, de l'Université asiatique pour femmes (en) (AUW) et de Gono Sahajjo Shangstha (GSS),,,.
Le 15 février 2022, Huq devient vice-chancelière de l'Université asiatique pour les femmes. Elle démissionne de son poste de présidente de l'Association des fabricants et exportateurs de vêtements du Bangladesh après avoir été nommée vice-chancelière de l'Université asiatique pour les femmes. Elle est remplacée par la présidente du groupe Crony, Neela Hosne Ara.

## Prix et reconnaissances
Rabana Huq est nommée parmi les 100 femmes les plus influentes selon la BBC en 2013 et 2014. En 2014, elle reçoit le DHL-Daily Star Bangladesh Business Award pour de la Femme d'affaires exceptionnelle de l'année.

## Vie privée
Huq est marié à Annisul Huq (en) avec qui elle a trois enfants, Navidul Huq, Wamiq Umaira et Tanisha Fariaman Huq.